# Fabiola Aubone
Ana Fabiola Aubone (Ciudad de San Juan, San Juan, Argentina; 2 de mayo de 1977) es una abogada, procuradora y política argentina. Actualmente es diputada nacional por la provincia de San Juan. Hasta el 10 de diciembre de 2021 se desempeñó como Ministra de Gobierno de la provincia de San Juan del gobierno de Sergio Uñac (PJ- Frente de Todos).

## Biografía
Nació el 2 de mayo de 1977, en la ciudad de San Juan, Argentina. 
Hija de Alberto Aubone y Susana Venchiarutti, nieta de inmigrantes y la mayor de cuatro hermanos. 
Está casada y tiene dos hijos.
Cursó sus estudios primarios y secundarios en el Colegio La Inmaculada. Posteriormente, se recibió de Abogada por la Facultad de Derecho y Ciencias Sociales, de la Universidad Nacional de Córdoba. Realizó un curso de postgrado en Derecho Civil, en la Universidad de Buenos Aires. Es miembro de Fundación CEDET, habiendo aprobado un postítulo en Ciencias de la Legislación.

## Carrera Política y Función Pública
Al regresar a San Juan, año 2001, luego de terminar su carrera universitaria en Córdoba, se vincula al Partido Justicialista, sumándose a la Agrupación de Abogados Justicialistas. 
Se desempeñó como delegada de la Junta Electoral del Partido Justicialista, Congresal de la Junta Departamental de Desamparados y como Secretaria de Actas de la Junta Electoral del Partido Justicialista de San Juan. Actualmente se desempeña como presidenta del Tribunal de Disciplina del PJ San Juan y ocupa un lugar en la mesa directiva como
Consejera en el PJ orden nacional.
Fue asesora jurídica en la Subsecretaría de Trabajo de San Juan y asesora técnica en el Ministerio de Desarrollo Humano y Promoción Social de San Juan. En la Cámara de Diputados de San Juan trabajó como abogada documentalista.
Entre 2015 y 2019 estuvo al frente de la Secretaria de Gobierno, Justicia y Derechos Humanos dependiente del Ministerio de Gobierno. En este periodo se destaca la realización del primer Digesto de Género de la Provincia de San Juan. 
En 2021 es elegida Consejera Titular del Partido Justicialista, integrando la lista "Unidad y Federalismo" que unge a Alberto Fernández como presidente del partido.
En 2021 es electa diputada nacional por San Juan, integrando la fórmula a diputados nacionales del Frente de Todos, que encabezó Walberto Allende.

## Ministra de Gobierno
Al asumir Sergio Uñac su segundo periodo como gobernador, el 10 de diciembre de 2019, es designada titular del Ministerio de Gobierno de la provincia de San Juan, área que tiene a su cargo las secretarías de Tránsito y Transporte, Gobierno, Justicia y Derechos Humanos y de Relaciones Institucionales
Desde esta cartera tuvo que enfrentar diversos desafíos provocados por la pandemia de Covid-19: la repatriación de cientos de ciudadanos sanjuaninos que habían quedado varados en el exterior, el establecimiento de Corredores Sanitarios y Centros de Transferencia seguros para garantizar la fluidez del transporte de cargas.  
En 2020, es nombrada Coordinadora General del Acuerdo San Juan, una instancia de participación sectorial y ciudadana que tiene como objetivo diseñar acciones consensuadas de corto y mediano plazo para impulsar el desarrollo de la Provincia.

## Diputada Nacional
El 24 de julio de 2021 se presentó como precandidata a diputada nacional por San Juan en segunda instancia por el Frente de Todos, acompañando a Walberto Allende como cabeza de lista y Luis Rueda como precandidato en tercer término. La lista del Frente de Todos obtuvo el 42,9% de votos en las PASO desarrolladas el 12 de septiembre y de esta manera se confirmó su candidatura a diputada nacional en las elecciones legislativas de 2021.
El 14 de noviembre de 2021 la fórmula del Frente de Todos resulta ganadora con el 43% de los votos. Con estos resultados, Fabiola Aubone es electa diputada nacional por San Juan, cargo que asume el 7 de diciembre de 2021.

## Labor parlamentaria
Durante la presidencia de Milei votó a favor del RIGI contemplado dentro de la polémica ley de bases, el mismo Régimen de Grandes Inversiones afecta competencias propias de las provincias en materia tributaria por 30 años. En este sentido, entre los incentivos se encuentran la rebaja del impuesto a las ganancias del 35% al 25%, la cancelación del IVA con certificados de crédito fiscal, la exención de cualquier otro impuesto provincial o municipal, excención del derecho de exportación; entre otros beneficios impositivos que dejan nulos las leyes vigentes de todas las jurisdicciones. El proyecto considera grandes inversiones en el margen entre los US$200 millones y US$900 millones, cifra en las que oscilan todos los proyectos mineros de su provincia.